# Вечный огонь (Узловая)
Вечный огонь (Братская могила № 1) — мемориальный комплекс в городе Узловая Тульской области, открытый в 1967 году в память о советских солдатах, погибших в Великой Отечественной войне во время Тульской оборонительной операции.

## Описание
Сооружение мемориала, начавшееся 18 июня 1966 года, длилось почти год. Торжественное открытие состоялось 3 июня 1967 года под звуки артиллерийского салюта. Право зажечь Вечный огонь было предоставлено Герою Советского Союза Матвею Кузякину.
В братскую могилу перезахоронены останки воинов 388-го, 688-го и 1223-го стрелковых полков 309-го отдельного разведывательного батальона и 406-го отдельного сапёрного батальона 239 стрелковой дивизии, сражавшихся за город Узловая, станцию Узловая-3, деревни Акимо-Ильинка, Большое Полунино, Вельмино, Ивановка, Малая Рассошка, Марьинка, Петровское и Фёдоровка. Всего захоронены 364 воина, имена 76 из них выбиты на мемориальной плите. Здесь же покоятся останки Героя Советского Союза майора Николая Трегубова, выросшего на соседней улице, впоследствии названной его именем. До этого небольшие захоронения советских солдат были рассеяны по ближайшим лесам и посадкам. Самое крупное из них располагалось близ ныне не существующего Байбаковского пруда.
В 1970 году открыт 14-метровый обелиск из красного гранита (архитекторы Н. Н. Миловидов и С. С. Ожегов). В 1971 году установлен памятник работы тех же авторов Воину-освободителю. В постамент был встроен репродуктор, из которого дважды в сутки, в восемь утра и восемь вечера, в течение пятнадцати минут звучала траурная мелодия.
В 1995 году прилегающая к мемориалу территория получила название площади имени 50-летия Победы. Несмотря на то, что в братской могиле покоится прах представителей разных национальностей и конфессий, в 2000-е годы на обелиске, символизирующем красное знамя, появился православный крест.
- Памятник Воину-освободителю
- Мемориальная доска
- Обелиск